# Chute-Saint-Philippe
Pour les articles homonymes, voir Saint-Philippe.
Chute-Saint-Philippe est une municipalité du Québec qui fait partie de la municipalité régionale de comté d'Antoine-Labelle dans la région administrative des Laurentides.

## Toponymie
Elle doit son nom à une dénivellation sur la rivière Kiamika et à une mission fondée en 1921 sous le patronage de saint Philippe.

## Histoire

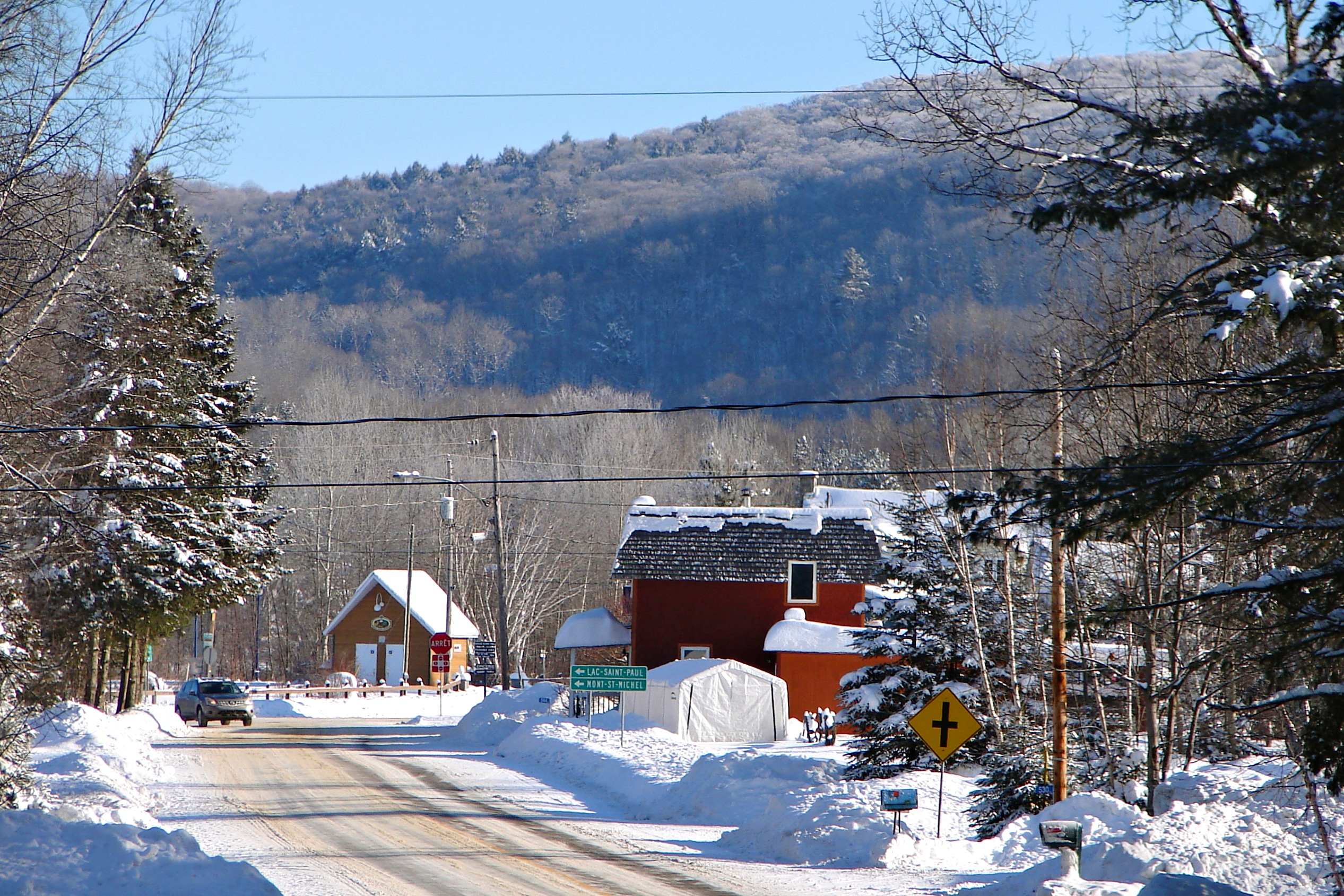
Chute-St-Philippe en décembre 2013

La petite municipalité de Chute-Saint-Philippe, dans les Laurentides, est située au sud-est de Ferme-Neuve, à 20 km de Mont-Laurier. Érigée en 1940 dans une vallée assez plane entourée d'un territoire montagneux dominé par la forêt mixte, elle doit son nom à une dénivellation sur la rivière Kiamika et peut-être à saint Philippe, sous le patronage duquel une mission, fondée en 1921 et devenue paroisse en 1966, a été placée.

## Géographie
La municipalité est située sur la rive ouest du Petit Lac Kiamika qui est un élargissement de la rivière Kiamika, cet affluent de la rivière du Lièvre serpente d'est en ouest dans le sud-ouest de la municipalité. 

## Démographie
| 1991 | 1996 | 2001 | 2006 | 2011 | 2016 | 2021  |
| ---- | ---- | ---- | ---- | ---- | ---- | ----- |
| 698  | 778  | 823  | 890  | 892  | 942  | 1 039 |

## Administration
Les élections municipales se font en bloc pour le maire et les six conseillers.
| Chute-Saint-Philippe Maires depuis 2001                                                                              |                       |         |          |
| Élection | Maire                 | Qualité | Résultat |
| 2001 | Jean-Jacques Paquette |         | Voir     |
| 2005 | Claude Blain          |         | Voir     |
| 2009 | Normand St-Amour      |         | Voir     |
| 2013 | Normand St-Amour      | Voir    |          |
| 2017 | Normand St-Amour      | Voir    |          |
| 2021 | Normand St-Amour      | Voir    |          |
| Élection partielle en italique Depuis 2005, les élections sont simultanées dans toutes les municipalités québécoises |                       |         |          |

## Culture
Chute-Saint-Philippe accueille le Festival du Gros Gras. Il s’agit du festival de musique indépendant ayant le plus d’envergure dans les Hautes-Laurentides.